# Ciprian Marica
Ciprian Andrei Marica est un joueur de football roumain né le 2 octobre 1985 à Bucarest (Roumanie). 
Il mesure 1,85 m pour un poids de 80 kg et joue au poste d'attaquant.

## Biographie
Ciprian Marica débute en professionnel au sein du Dinamo Bucarest en 2001 à l'âge de 16 ans. En l'espace de trois saisons, il joue 23 matches et inscrit 4 buts  en championnat. Il remporte le championnat de Roumanie à deux reprises (en 2002 et en 2004) ainsi qu'une Coupe de Roumanie en 2003. En janvier 2004, il quitte son club pour rejoindre les rangs du Chakhtar Donetsk. Il devient l'un des leaders de l'équipe ukrainienne avec laquelle il remporte deux championnats (en 2005 et en 2006), une coupe (en 2004) et une supercoupe (en 2005). 
Le 23 juillet 2007, il est transféré au VfB Stuttgart pour un contrat de 5 ans. Il fait ses débuts en Bundesliga le 12 août 2007 lors d'une rencontre à domicile contre Schalke 04 (2-2). Pour sa première saison au club, il fait 28 apparitions en championnat mais ne marque que deux buts. Il perd alors la confiance de l'entraîneur Armin Veh qui en fait un remplaçant. L'arrivée de Markus Babbel lui permet de retrouver du temps de jeu en attaque au côté de Cacau. Mais une nouvelle fois, Marica se montre peu efficace (4 buts pour sa deuxième saison). 
Il doit attendre le remplacement de Babbel par Christian Gross pour obtenir de nouveau sa chance d'autant plus que Cacau est blessé. Il répond alors présent en inscrivant quatre buts en trois matches, dont celui de la victoire sur la pelouse du Bayern Munich le 27 mars 2010. Il termine la saison avec un total de 10 buts, le meilleur depuis son arrivée au club. 
Mais lors de la saison 2010-2011, il devient de nouveau remplaçant, l'entraîneur Bruno Labbadia préférant aligner Cacau et Pavel Pogrebnyak. Le 12 juillet 2011, après avoir seulement joué onze matches en Bundesliga, il est libéré de son contrat par le VfB Stuttgart. 
Le 28 juillet 2011, libre de tout contrat, il signe un contrat de deux ans avec Schalke 04
À la fin de ses deux années à Schalke 04, Ciprian signe pour le club espagnol de Getafe.

## Palmarès

### En club
- FC Dinamo Bucarest
  - Vainqueur du Championnat de Roumanie (2) : 2002 et 2004
  - Vainqueur de la Coupe de Roumanie (2) : 2003 et 2004
- FC Chakhtior Donetsk
  - Vainqueur du Championnat d'Ukraine (2) : 2005 et 2006
  - Vainqueur de la Coupe d'Ukraine : 2004
  - Vainqueur de la Supercoupe d'Ukraine : 2005